# 아이벡스 항공
아이벡스 항공(일본어: アイベックスエアラインズ, 영어: IBEX Airlines Co. Ltd)은 일본 도쿄도 고토구에 본사를 두고 있는 지역 항공사로 1999년 1월에 설립되었으며 센다이 공항과 오사카 이타미 공항을 허브 공항으로 사용하고 있다.

## 보유 기종

### 현재 사용하는 기종
- 2019년 6월 기준으로 아이벡스 항공은 다음과 같은 기종을 보유하고 있다.

## 같이 보기
- 아마쿠사 항공
- 오리엔탈 에어 브릿지
- 후지드림 항공
- 홋카이도 에어 시스템